# Johnny Rep
Johnny Rep (Zaandam, 1951. november 25. –) 42-szeres holland válogatott, kétszeres világbajnoki ezüstérmes labdarúgó, csatár, edző.

## Pályafutása

### A válogatottban
1973 és 1981 között 42 alkalommal szerepelt a holland válogatottban és 12 gólt szerzett. Két világbajnokságon vett részt (1974, 1978). Mindkét alkalommal tagja volt az ezüstérmes csapatnak. 1976-ban a jugoszláviai Európa-bajnokságon bronzérmet szerzett a holland válogatottal.

## Sikerei, díjai

### Játékosként
- Világbajnokság
  - ezüstérmes: 1974 – NSZK, 1978 - Argentína
- Európa-bajnokság
  - bronzérmes: 1976 – Jugoszlávia
- Holland bajnokság
  - bajnok: 1971–72, 1972–73
- Holland kupa
  - győztes: 1972
- Francia-bajnokság
  - győztes: 1980–81
- Bajnokcsapatok Európa-kupája (BEK)
  - győztes: 1971–72, 1972–73
- UEFA-kupa
  - döntős: 1977–78
- UEFA-szuperkupa
  - győztes: 1972, 1973
- Interkontinentális kupa
  - győztes: 1972

## Statisztika

### Mérkőzései a holland válogatottban
| Hollandia | Hollandia            | Hollandia                                  | Hollandia      | Hollandia | Hollandia     | Hollandia      | Hollandia | Hollandia      |
| #         | Dátum                | Helyszín                                   | Hazai          | Eredmény  | Vendég        | Kiírás         | Gólok     | Esemény        |
| --------- | -------------------- | ------------------------------------------ | -------------- | --------- | ------------- | -------------- | --------- | -------------- |
| 1.        | 1973. május 2.       | Amszterdam, Olimpiai Stadion               | Hollandia      | 3 – 2     | Spanyolország | barátságos     | 1         | 12'            |
| 2.        | 1973. augusztus 22.  | Amszterdam, Stadion De Meer                | Hollandia      | 5 – 0     | Izland        | vb-selejtező   | -         |                |
| 3.        | 1973. november 18.   | Amszterdam, Olimpiai Stadion               | Hollandia      | 0 – 0     | Belgium       | vb-selejtező   | -         |                |
| 4.        | 1974. március 27.    | Rotterdam, Feijenoord Stadion              | Hollandia      | 1 – 1     | Ausztria      | barátságos     | -         | 46'            |
| 5.        | 1974. május 26.      | Amszterdam, Olimpiai Stadion               | Hollandia      | 4 – 1     | Argentína     | barátságos     | -         | 62'            |
| 6.        | 1974. június 15.     | Hannover, Niedersachsenstadion (FRG)       | Uruguay        | 0 – 2     | Hollandia     | vb-csoportkör  | 2         | 7' 86'         |
| 7.        | 1974. június 19.     | Dortmund, Westfalenstadion (FRG)           | Hollandia      | 0 – 0     | Svédország    | vb-csoportkör  | -         |                |
| 8.        | 1974. június 23.     | Dortmund, Westfalenstadion (FRG)           | Bulgária       | 1 – 4     | Hollandia     | vb-csoportkör  | 1         | 75'            |
| 9.        | 1974. június 26.     | Gelsenkirchen, Parkstadion (FRG)           | Argentína      | 0 – 4     | Hollandia     | vb-középdöntő  | 1         | 72'            |
| 10.       | 1974. június 30.     | Gelsenkirchen, Parkstadion (FRG)           | NDK            | 0 – 2     | Hollandia     | vb-középdöntő  | -         |                |
| 11.       | 1974. július 3.      | Dortmund, Westfalenstadion (FRG)           | Brazília       | 0 – 2     | Hollandia     | vb-középdöntő  | -         |                |
| 12.       | 1974. július 7.      | München, Olimpiai Stadion                  | NSZK           | 2 – 1     | Hollandia     | vb-döntő       | -         |                |
| 13.       | 1974. szeptember 4.  | Stockholm, Råsunda Stadion                 | Svédország     | 1 – 5     | Hollandia     | barátságos     | -         | 20'            |
| 14.       | 1974. szeptember 25. | Helsinki, Olimpiai Stadion                 | Finnország     | 1 – 3     | Hollandia     | Eb-selejtező   | -         | 66'            |
| 15.       | 1974. november 20.   | Rotterdam, Feijenoord Stadion              | Hollandia      | 3 – 1     | Olaszország   | Eb-selejtező   | -         | 46'            |
| 16.       | 1976. április 25.    | Rotterdam, Feijenoord Stadion              | Hollandia      | 5 – 0     | Belgium       | Eb-negyeddöntő | -         |                |
| 17.       | 1976. május 22.      | Brüsszel, Heysel Stadion                   | Belgium        | 1 – 2     | Hollandia     | Eb-negyeddöntő | 1         | 64'            |
| 18.       | 1976. június 16.     | Zágráb, Maksimir Stadion (YUG)             | Csehszlovákia  | 3 – 1     | Hollandia     | Eb-elődöntő    | -         | 67'            |
| 19.       | 1977. február 9.     | London, Wembley Stadion                    | Anglia         | 0 – 2     | Hollandia     | barátságos     | -         | 75'            |
| 20.       | 1977. március 26.    | Antwerpen, Bosuilstadion                   | Belgium        | 0 – 2     | Hollandia     | vb-selejtező   | 1         | 19'            |
| 21.       | 1977. augusztus 31.  | Nijmegen, Goffertstadion                   | Hollandia      | 4 – 1     | Izland        | vb-selejtező   | 1         | 35'            |
| 22.       | 1977. október 12.    | Belfast, Windsor Park                      | Észak-Írország | 0 – 1     | Hollandia     | vb-selejtező   | -         |                |
| 23.       | 1978. május 20.      | Bécs, Práter Stadion                       | Ausztria       | 0 – 1     | Hollandia     | barátságos     | -         | 57'            |
| 24.       | 1978. június 3.      | Mendoza, Estadio Malvinas Argentinas (ARG) | Irán           | 0 – 3     | Hollandia     | vb-csoportkör  | -         |                |
| 25.       | 1978. június 7.      | Mendoza, Estadio Malvinas Argentinas (ARG) | Peru           | 0 – 0     | Hollandia     | vb-csoportkör  | -         | 46'            |
| 26.       | 1978. június 11.     | Mendoza, Estadio Malvinas Argentinas (ARG) | Hollandia      | 2 – 3     | Skócia        | vb-csoportkör  | 1         | 72'            |
| 27.       | 1978. június 14.     | Córdoba, Estadio Chateau Carreras (ARG)    | Ausztria       | 1 – 5     | Hollandia     | vb-középdöntő  | 2         | 37' 53'        |
| 28.       | 1978. június 18.     | Córdoba, Estadio Chateau Carreras (ARG)    | NSZK           | 2 – 2     | Hollandia     | vb-középdöntő  | -         |                |
| 29.       | 1978. június 21.     | Buenos Aires, Estadio Monumental (ARG)     | Olaszország    | 1 – 2     | Hollandia     | vb-középdöntő  | -         | 65'            |
| 30.       | 1978. június 25.     | Buenos Aires, Estadio Monumental           | Argentína      | 3 – 1     | Hollandia     | vb-döntő       | -         | 59'            |
| 31.       | 1978. december 20.   | Düsseldorf, Rheinstadion                   | NSZK           | 3 – 1     | Hollandia     | barátságos     | -         |                |
| 32.       | 1979. február 24.    | Milánó, Giuseppe Meazza Stadion            | Olaszország    | 3 – 0     | Hollandia     | barátságos     | -         |                |
| 33.       | 1979. május 22.      | Bern, Wankdorfstadion (SUI)                | Argentína      | 0 – 0     | Hollandia     | barátságos     | -         |                |
| 34.       | 1979. október 17.    | Amszterdam, Olimpiai Stadion               | Hollandia      | 1 – 1     | Lengyelország | Eb-selejtező   | -         |                |
| 35.       | 1980. március 26.    | Párizs, Parc des Princes                   | Franciaország  | 0 – 0     | Hollandia     | barátságos     | -         |                |
| 36.       | 1980. június 14.     | Nápoly, Stadio San Paolo (ITA)             | NSZK           | 3 – 2     | Hollandia     | Eb-csoportkör  | 1         | 79' (11-esből) |
| 37.       | 1980. június 17.     | Milánó, Giuseppe Meazza Stadion (ITA)      | Csehszlovákia  | 1 – 1     | Hollandia     | Eb-csoportkör  | -         |                |
| 38.       | 1981. március 25.    | Rotterdam, Feijenoord Stadion              | Hollandia      | 1 – 0     | Franciaország | vb-selejtező   | -         |                |
| 39.       | 1981. április 29.    | Nicosia, Makário Stadion                   | Ciprus         | 0 – 1     | Hollandia     | vb-selejtező   | -         | 62'            |
| 40.       | 1981. szeptember 9.  | Rotterdam, Feijenoord Stadion              | Hollandia      | 2 – 2     | Írország      | vb-selejtező   | -         |                |
| 41.       | 1981. október 14.    | Rotterdam, Feijenoord Stadion              | Hollandia      | 3 – 0     | Belgium       | vb-selejtező   | -         |                |
| 42.       | 1981. november 18.   | Párizs, Parc des Princes                   | Franciaország  | 2 – 0     | Hollandia     | vb-selejtező   | -         |                |
|           | Összesen             |                                            |                | 42        | mérkőzés      |                | 12        | gól            |